# 岐阜市モノレール
岐阜市モノレール（ぎふしモノレール）は、岐阜市が1970年から1975年にかけて検討した都市モノレール路線の計画。

## 概要
1964年に岐阜市議会で可決された名鉄岐阜市内線の撤去計画に際して、撤去を進めたい岐阜市と存続の考えを持つ名鉄との対立の中で路面電車の代替案としてモノレール計画が浮上した。
狭隘な道路に軌道があることから交通事故が多発し、また渋滞に悩まされる岐阜市中心部の交通事情を改善し、また名鉄美濃町線・名鉄高富線をモノレールに置換することで近代化し中心部と郊外住宅地との連絡交通の強化、また岐阜市中心部 - 東海道新幹線岐阜羽島駅間のアクセス改善を目的とし、岐阜市と名鉄などで構成された「岐阜市都市交通研究会」が検討を行った。
検討段階では地下鉄も候補に上がっていたものの市街地の地下水位が高かったことや、都市モノレールの整備の促進に関する法律による建設費補助が受けられることもありモノレールを建設する方向性とした。
しかし1967年に発表された名古屋鉄道との統合駅建設を含む国鉄岐阜駅周辺の増線高架化事業計画との兼ね合いで、岐阜駅高架事業を優先して調査が先送りされた事や、芥見線計画において当初216億円ほどの工費見込みが街路整備費も含め480億円に倍増し大規模な住宅移転の必要性が生じたこともあり、1975年に凍結され、1981年に断念されている。

## 路線一覧
1973年（昭和48年）10月時点で、芥見線、北部線、南部線の3路線の計画だった。
これが、1973 - 1974年度の都市モノレール調査では、芥見線・忠節線をメインとした検討になった。
1975年（昭和50年）4月時点では、4路線・約33.5kmの計画となり、全区間の総工費として約1,000億円の見積もりとしていた。
路線名・駅名はいずれも仮称である。

### 芥見線
- 区間：岐阜駅・新岐阜駅 - 徹明通駅 - 競輪場前駅 - 芥見駅
- 名鉄岐阜市内線本線の岐阜駅前駅 - 徹明町駅間と、名鉄美濃町線の岐阜市内の区間をモノレールに置き換えるもの（名鉄岐阜市内線と美濃町線は2005年に廃止されている）。国道156号の渋滞解消を目的に第一期区間としての着工が計画された[4]。
- 設置駅：岐阜駅 - 金宝町駅 - 徹明町駅 - 梅林駅 - 競輪場前駅 - 北一色駅 - 野一色駅 - 水海道駅 - 琴塚駅 - 日野駅 - 岩田坂駅 - 岩田駅 - 下芥見駅 - 芥見駅[4][9]
  - このほか野一色駅 - 日野駅間で洞山付近を経由するルートや[4][9]、第2期区間として上芥見から関市の津保川右岸を経由し美濃関駅から越美南線に並行して美濃市駅までを結ぶ延伸案も検討されていた[3]。
- 岐阜駅 - 北一色駅[4]、または競輪場前間が複線[3]、競輪場前駅 - 上芥見駅間が単線[3]。
- 1973年2月公表の「岐阜市モノレール芥見線＜仮称＞構想試案」では終点は「上芥見駅」だった[3]。モノレールの「上芥見駅」は美濃町線の「上芥見駅」より南東に約1km離れた、国道156号の芥見長山交差点付近、芥見東地区（市営住宅大洞団地・大洞緑団地などを抱える大規模住宅地）の入口に予定されていた。しかし1974年に終点は「芥見駅」となり、場所も美濃町線の「上芥見駅」と「下芥見駅」の中間に移された[9]。
- 車庫は関市との市境付近に建設する予定だった[3]。
- 工費は用地費を除く場合で跨座式96億4200万円・懸垂式で103億6300万円[3]、または総計216億円（1kmあたり18億円）を見込んだ[4]。

### 忠節線
- 区間：岐阜駅・新岐阜駅 - 忠節駅
- 名鉄岐阜市内線本線の岐阜駅前駅 - 徹明町駅間と、忠節支線（いずれも2005年廃止）をモノレールに置き換えるもの[3]。
- 設置駅：岐阜駅 - 千手堂駅 - 真砂町駅 - 西野町駅 - 忠節駅[4][9]

### 北部線
- 区間：岐阜駅・新岐阜駅 - 長良天神駅 - 高富駅
- 名鉄岐阜市内線本線（1988年、2005年廃止）と名鉄高富線（1960年廃止）をモノレールに置き換えるもの。
- 設置駅[4][9]
  - 第1期区間：岐阜駅 - 市民センター駅 - 柳ケ瀬駅 - 市民会館駅 - 大学病院総合庁舎駅 - 本町駅 - 岐阜公園駅 - 鵜飼屋駅 - 長良北町駅 - 長良天神駅
  - 第2期区間：長良天神駅 - 下岩崎駅 - 鳥羽川駅 - 三田洞駅 - 粟野駅 - 高富駅

### 南部線
- 区間：岐阜駅 - 岐阜羽島駅
- 名古屋鉄道のモノレール構想（養老長良線）を岐阜市が再検討したもの。
- 設置駅：岐阜駅 - 栄町駅 - 南陽町加納高校駅 - 茜部菱野駅 - 茜部寺屋敷駅 - 柳津本郷駅 - 柳津駅 - 門間駅 - 南宿駅[4][9] - … 岐阜羽島駅[6]

## 年表
- 1961年（昭和36年）2月、名古屋鉄道が長良橋駅 - 新岐阜 - 宇佐 - 大垣駅 - 養老の滝、および宇佐 - 岐阜羽島のモノレール構想（養老長良線）を発表。
- 1970年（昭和45年）、モノレール建設推進を唱える上松陽助が岐阜市長に就任。岐阜市と名鉄が、岐阜市内線をモノレールに置き換える協議を開始[1]。
- 1971年（昭和46年）、日本モノレール協会が美濃町線のモノレール化を提案、岐阜市が都市交通研究会を設置[4]。将来岐阜市の交通機関としてモノレールを導入するのが適当であると答申[5]。
- 1972年（昭和47年）、岐阜市都市交通研究会が日本モノレール協会に協力を依頼[1]。
- 1973年（昭和48年）2月、日本モノレール協会が「岐阜市モノレール芥見線＜仮称＞構想試案」を発表[3]。
- 1973年度 - 1974年度、岐阜市が都市モノレール法に基づいて建設省から調査費の補助を受け、都市モノレール調査を実施[7]。
- 1975年（昭和50年）9月、岐阜市がモノレール計画を凍結[10]。
- 1981年（昭和56年）、岐阜市が凍結中のモノレール整備案に関し否定的結論を表明[4]。